# Michael Kennedy (Drehbuchautor)
Michael Kennedy (* 30. August 1980 in Cleveland) ist ein amerikanischer Drehbuchautor. Seine Horrorkomödien sind bekannt dafür, die Prämissen von Filmen anderer Genres als Slasherfilm umzusetzen. Er arbeitet häufig mit Christopher B. Landon, der dieses Konzept zuerst angewandt hatte.

## Frühes Leben
Kennedy ist der jüngste von sieben Geschwistern und wurde in Cleveland im Cuyahoga County von Ohio geboren. Er wuchs in der nahegelegenen Stadt North Olmsted auf und ging auf die St. Edward High School in Lakewood. Er entdeckte sein Interesse zu Horrorfilmen mit 16 Jahren, als Freunde ihn in der Westgate Mall von Fairview Park zum Film Scream – Schrei! mitnahmen. Er sagt, dass er sich mit Hauptfigur Sidney Presott identifizierte und damals schon dachte, er wolle etwas wie diesen Film schreiben. Er studierte Englisch an der Bowling Green State University in Bowling Green. Einige Zeit nach seinem Abschluss, in der er zuerst nach Hause zurückgekehrt war, zog er nach Los Angeles, um Drehbuchautor zu werden.

## Karriere
In Los Angeles lernte er den ebenfalls aus Cleveland stammenden Mark Hentemann, einen Produzenten von Family Guy, kennen, der ihn zu einem Produktionsassistent machte und in das Autorenteam der Serie Bordertown aufnahm. Nachdem diese nach nur einer Staffel abgesetzt worden war, arbeitete Kennedy erstmal im Produktionsbereich, schrieb aber auch weiter Drehbücher. Als eines davon Ryan Turek von Blumhouse Productions erreichte, brachte dieser ihn erst einmal zum Podcast-Netzwerk von Blumhouse. In „Attack of the Queerwolf“ mit Nay Bever and Brennan Klein diskutierte er Horrorfilme und queere Identität. Dadurch traf er auf Christopher B. Landon, nach dessen Drehbüchern Blumhouse Paranormal Activity 2 (2010) und weitere Sequels der Reihe sowie Happy Deathday (2017) produziert hatte – letzterer ist ein Slasherfilm, der die Prämisse von Und täglich grüßt das Murmeltier verwendet. Kennedy fühlte sich von dem Konzept inspiriert und schrieb auf der Basis von Freaky Friday als Slasher einen Pitch, aus dem zusammen mit Landon das Drehbuch für Freaky wurde.
Als Nächstes wollte er einen Weihnachtshorrorfilm schreiben und wählte dafür die Prämisse des Klassikers Ist das Leben nicht schön? (englischer Titel It’s a Wonderful Life), weil dieser der Lieblingsfilm seines 2018 verstorbenen Vaters war. Daraus wurde It’s a Wonderful Knife. Wie zuvor bei Freaky schrieb Kennedy, der selbst schwul ist und in der Schule ein Athlet war, eine jugendliche schwule Nebenfigur, „wie er sie früher selbst hätte sein wollen“. Im Laufe der Produktion wurden weitere Figuren, auch etwa durch Ideen heterosexueller Produzenten, homosexuell gemacht, wodurch Kennedy den Film auch als Satirisierung der heteronormativen Hallmark-Weihnachtsfilme bezeichnet.
Kennedy schrieb während des Lockdowns der COVID-19-Pandemie zusammen mit Soto Patel angelehnt an Zurück in die Zukunft das Drehbuch zu Time Cut, dessen Dreh 2023 durch Langdon produziert wurde. Heart Eyes – Der Pärchen-Killer, eine Kombination aus Slasher und Romantische Komödie, die 2025 erschien, wurde wieder von Kennedy und Langdon gemeinsam geschrieben.

## Persönliches
Kennedy ist seit 2022 mit seinem Ehemann verheiratet.

## Filmografie
- 2020: Freaky
- 2023: It’s a Wonderful Knife
- 2024: Time Cut
- 2025: Heart Eyes – Der Pärchen-Killer (Heart Eyes)